# Cordillère Centrale (Pérou)
Pour les articles homonymes, voir Cordillère Centrale.
Ne doit pas être confondu avec Cordillère Blanche.
La cordillère Centrale, en espagnol cordillera Central, est une chaîne de montagnes du Pérou constituant un des massifs de la cordillère des Andes. La cordillère Centrale parcourt le pays du nord-nord-ouest au sud-sud-est sur 990 kilomètres de longueur, entre les cordillères Occidentale, dont la cordillère Blanche, à l'ouest et Orientale à l'est. Son point culminant est le Lasuntay avec 5 557 mètres d'altitude.